# Fernuniversität in Hagen
Die Fernuniversität in Hagen (Eigenschreibweise: FernUniversität) ist die erste und einzige staatliche Fernuniversität in Deutschland. Ihr Sitz befindet sich in Hagen in Nordrhein-Westfalen. Nach Angaben des Statistischen Bundesamtes war sie mit 70.114 Studierenden im Sommersemester 2023 die größte deutsche Universität mit öffentlich-rechtlicher Trägerschaft.
Die Abschlüsse der Fernuniversität sind reguläre Universitätsabschlüsse. Mit dem Wintersemester 2020/2021 wird in keinem Studiengang mehr das Diplom verliehen. Absolventen erhalten somit einen Bachelor- oder Masterabschluss. Alle Fakultäten besitzen das Promotions- und Habilitationsrecht. Außerdem bietet die Fernuniversität in Hagen studienvorbereitende Kurse, Akademiestudium und Teilstudien für die berufliche oder persönliche Weiterbildung. Die Fernuniversität ist Mitglied der European University Association (EUA) und die Studiengänge sind von den beiden Akkreditierungsagenturen FIBAA und AQAS akkreditiert.

## Lage
Der Campus befindet sich im Hochschulviertel der Stadt Hagen an der Universitätsstraße in unmittelbarer Nähe zur Autobahn A46 und A45 sowie in direkter Nähe zur Autobahn A1. Der Campus wird zudem von den Buslinien 514, 515, 527 und 534 der Hagener Straßenbahn AG erschlossen. Auf dem Campusgelände sind alle Fakultäten, das Rektorat, die Universitätsbibliothek, der Studienservice Campus Hagen, das zentrale Service-Center, die Mensa, das Zentrum für Digitalisierung und IT, das Zentrum für Lernen und Innovation (ZLI), das Archiv der Fernuniversität Hagen sowie die Verwaltung untergebracht. Es wird angedacht, die Fachhochschule Südwestfalen auf dem Campusgelände in unmittelbarer Nähe zur FernUniversität anzusiedeln.

## Geschichte

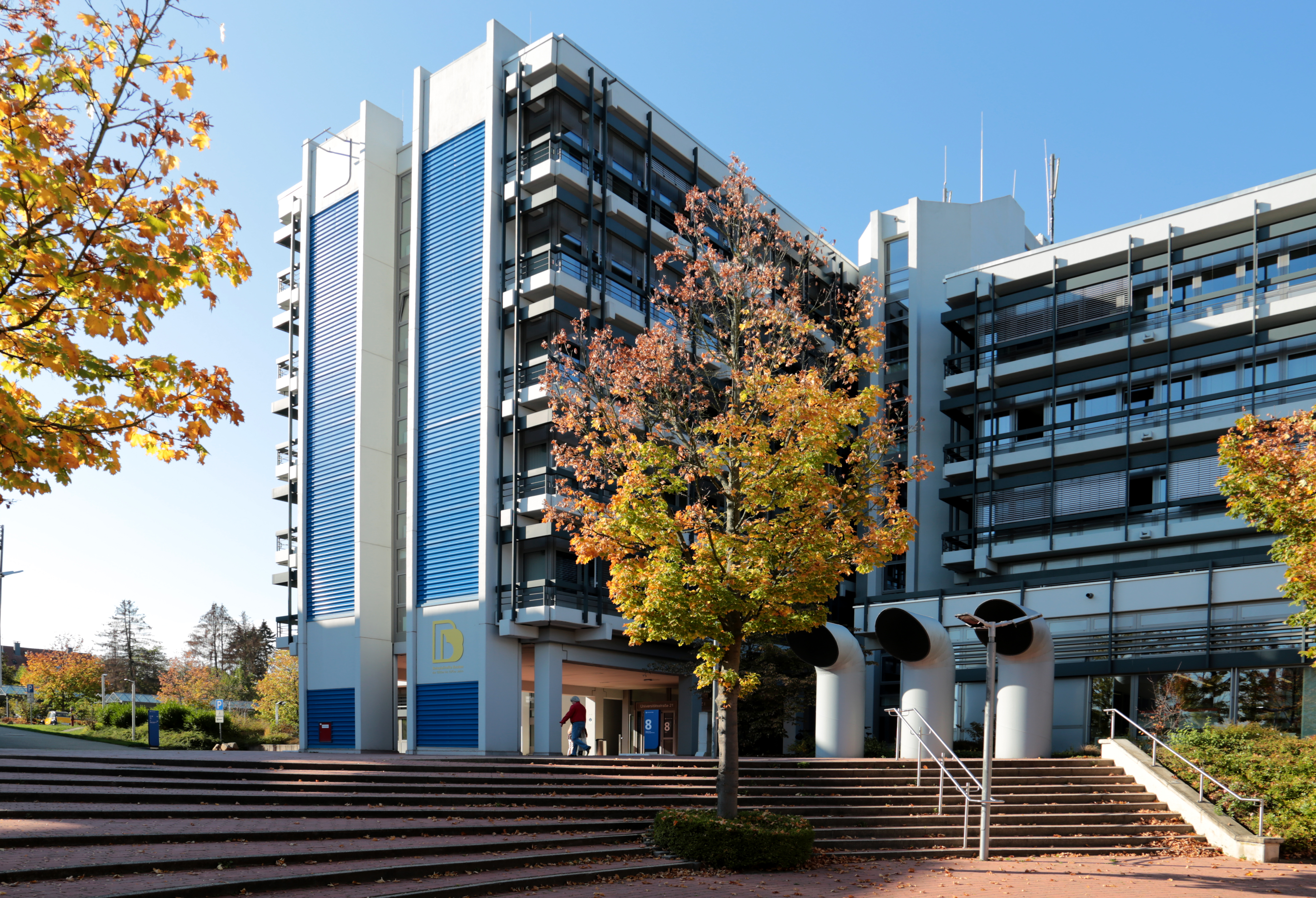
Das Allgemeine Verfügungszentrum (AVZ) war das erste Gebäude auf dem Hagener Campus.

Die Fernuniversität in Hagen wurde 1974 als Universität und Gesamthochschule des Landes Nordrhein-Westfalen gegründet und nahm 1975 den Studienbetrieb in den drei Fachbereichen Erziehungswissenschaft, Mathematik und Wirtschaftswissenschaft mit 1.330 Studierenden auf. Im Jahr 1979 folgte die Gründung der rechtswissenschaftlichen Fakultät. Der Status als Gesamthochschule wurde, wie an allen nordrhein-westfälischen Gesamthochschulen, im Jahr 2003 aufgehoben und die Fernuniversität fortan ausschließlich als Universität weitergeführt.
Im Jahr 1999 wurde der Fakultät für Wirtschaftswissenschaft eine Professur durch die Douglas Holding AG und ein Jahr später, im Jahr 2000, eine zweite BWL-Professur vom Westfälisch-Lippischen Sparkassen- und Giroverband und der Sparkasse Hagen gestiftet.

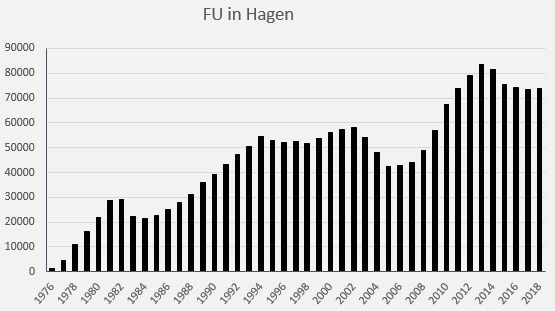
Anzahl der Studierenden von 1976 bis 2018

2006 folgte eine von Ernsting’s family gestiftete Professur für die Fakultät für Kultur- und Sozialwissenschaften und eine durch einen Förderverein von Patentanwälten gestiftete Professur für die rechtswissenschaftliche Fakultät. Ebenfalls wurden die Fachbereiche Elektrotechnik und Informationstechnik, Informatik und Mathematik zur Fakultät für Mathematik und Informatik zusammengelegt. Ernsting’s family stiftete 2012 eine zusätzliche soziologische Juniorprofessur zur Erforschung familiärer Lebensformen.
Mit dem Verzicht auf die Erhebung von Studiengebühren nach dem Hochschulfinanzierungsgerechtigkeitsgesetz bis zum Jahr 2010 und der Einführung gestufter Studienabschlüsse in Form von Bachelor und Master konnte die Fernuniversität in Hagen die Studierendenzahlen anschließend deutlich steigern.
Mit dem Wintersemester 2012/13 endete die Ära der Ingenieurwissenschaft an der Fernuniversität. Für dieses Semester war letztmals eine Einschreibung in den Masterstudiengang Elektro- und Informationstechnik möglich.
Im Wintersemester 2013/14 erreichte die FernUniversität mit über 88.000 Studierenden ihre bislang höchsten Einschreibungen.

## Forschung
Die Aufgaben der Fernuniversität erstrecken sich auf Forschung, Lehre, Studium und Weiterbildung.

### Forschungszentrum
- CATALPA – Center of Advanced Technology for Assisted Learning and Predictive Analytics[8]

### Forschungsschwerpunkte
- Arbeit – Bildung – Digitalisierung
- Energie, Umwelt und Nachhaltigkeit
- Digitale Kultur[9]

### Weitere Forschungscluster
- Center for East Asia Macro-economic Studies (CEAMeS)
- Management Energieflexibler Fabriken (MaxFab)
- Intelligent Systems for Decision Support
- Research Center for the Psychological Study of Individual and Community Change (PSINCC)
- Kooperative Assistenzsysteme

## Studium
Die Aufgaben in Lehre und Studium nimmt die Universität durch ein breit gefächertes Angebot wahr. Zu den grundständigen Studiengängen gehören die Bachelor- und Masterstudiengänge. Im Rahmen des Akademiestudium können Studierende einzelne Kurse oder Module aus dem Studienangebot auswählen und studieren, ohne ihre Aktivitäten in die Struktur der genannten Studiengänge einzuordnen. Dieses Angebot ist altersunabhängig und kann zum Beispiel auch von Schülern vor Erlangung der Hochschulzugangsberechtigung genutzt werden.

### Bachelorstudiengänge
- Bildungswissenschaft (B.A.)
- Kulturwissenschaften (B.A.)
- Politikwissenschaft, Verwaltungswissenschaft, Soziologie (B.A.)
- Psychologie (B.Sc.)
- Informatik (B.Sc.)
- Mathematik (B.Sc.)
- Mathematisch-technische Softwareentwicklung (B.Sc.)
- Wirtschaftswissenschaft (B.Sc.)
- Wirtschaftsinformatik (B.Sc.)
- Rechtswissenschaft (LL.B.)

### Masterstudiengänge
- Bildung und Medien – eEducation (M.A.)
- Geschichte Europas – Epochen, Umbrüche, Verflechtungen (M.A.)
- Neuere deutsche Literatur im medienkulturellen Kontext (M.A.)
- Philosophie – Philosophie im europäischen Kontext (M.A.)
- Politikwissenschaft – Regieren und Partizipation (M.A.)
- Soziologie – Zugänge zur Gegenwartsgesellschaft (M.A.)
- Informatik (M.Sc.)
- Mathematik (M.Sc.)
- Praktische Informatik (M.Sc.)
- Data Science (M.Sc.)
- Psychologie (M.Sc.)
- Rechtswissenschaft (LL.M.)
- Volkswirtschaft (M.Sc.)
- Wirtschaftsinformatik (M.Sc.)
- Wirtschaftspsychologie (M. Sc)
- Wirtschaftswissenschaft (M.Sc.)
- Wirtschaftswissenschaft für Ingenieur/-innen und Naturwissenschaftler/-innen (M.Sc.)

### Studiengänge mit Staatsprüfung
- Rechtswissenschaft (Erste Juristische Prüfung)

### Weiterbildende Masterstudiengänge
Diese Studiengänge setzen ein erfolgreich abgeschlossenes Hochschulstudium voraus.
- General Management (M.Sc.)
- Corporate Accounting (M.A.)
- Digitale Transformation (M.Sc.)
- Human Resource Management (M.A.)
- International Management (M.A.)
- Leadership (M.Sc.)
- Management Accounting (M.A.)
- Marketing (M.Sc.)
- Psychological Group Management (M.A.)
- Datenschutzrecht (LL.M.)
- Lawyer and Legal Practice (LL.M.)
- Europäischer Gewerblicher Rechtsschutz (LL.M.)
- Wirtschafts- und Arbeitsrecht (LL.M.)
- Mediation (Master of Mediation, MM)
- Umweltwissenschaften (M.Sc.)

### Zertifikate (Auszug)
- Projektmanagement und Informatik
- Medizinische Ethik
- Zertifikatsstudium Management
- Betriebswirtschaftliche Weiterbildung
- Fachanwaltsausbildung Strafrecht
- Steuerstrafrecht
- Sportrecht
- Recht für Patentanwältinnen und Patentanwälte
- Weiterbildendes Studium Mediation
- Weiterbildendes Studium Mediation Kompakt
- Grundlagen des Japanischen Rechts
- Zertifikatsstudium Anwaltsrecht (auslaufend)

## Fakultäten
- Fakultät für Wirtschaftswissenschaft (WIWI)
- Fakultät für Kultur- und Sozialwissenschaften (KSW)
- Fakultät für Psychologie (PSY)
- Fakultät für Mathematik und Informatik (M+I)
- Rechtswissenschaftliche Fakultät (REWI)

## Campusstandorte

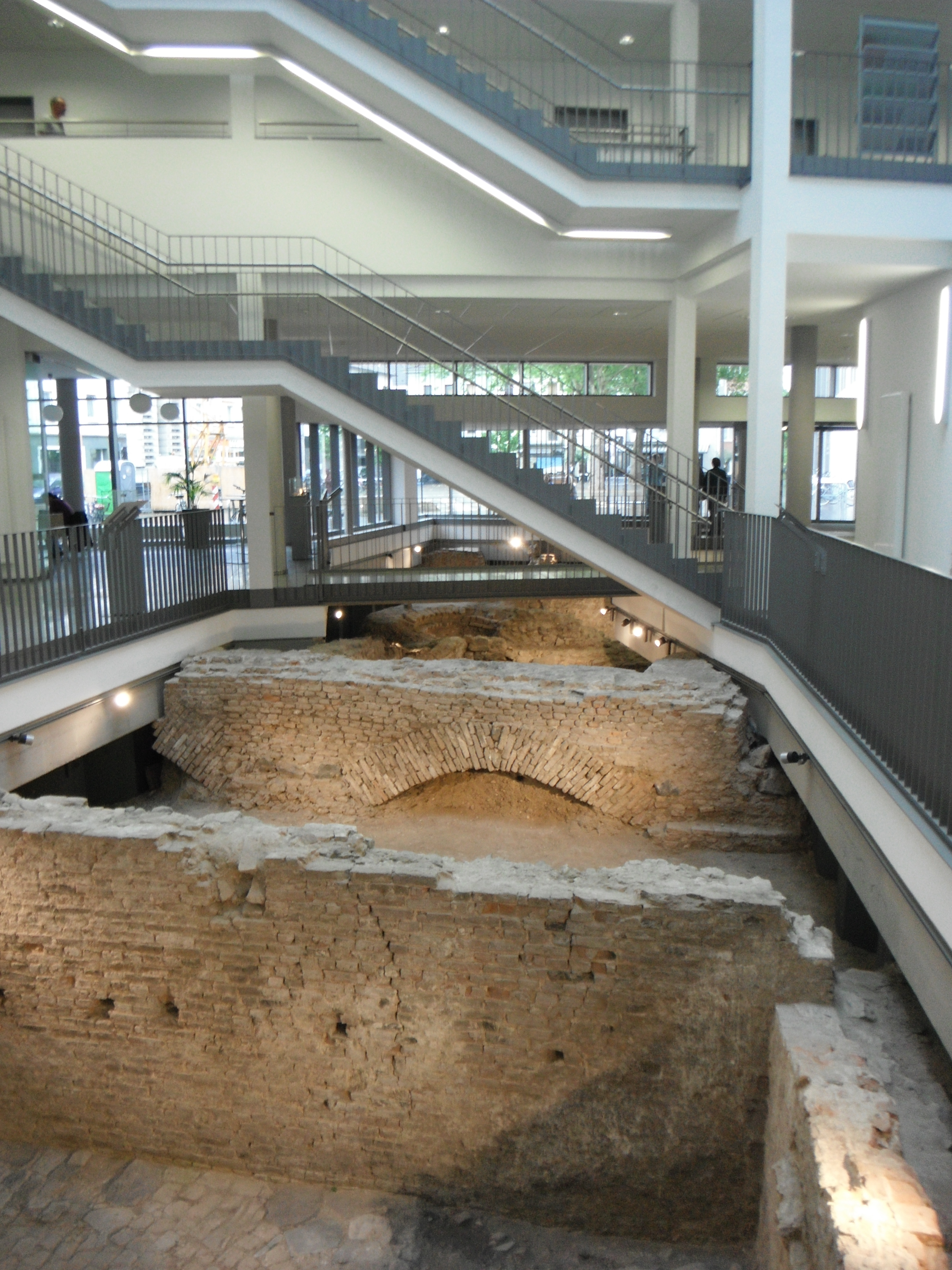
FernUniversität in Hagen Campus Neuss im Romaneum

Die Außenstellen der FernUniversität sind über Deutschland und teilweise über das Ausland verteilt. Es gibt aktuell 13 Campusstandorte in Deutschland.
- Berlin
- Bonn
- Coesfeld
- Frankfurt am Main
- Hagen
- Hamburg
- Hannover
- Karlsruhe
- Leipzig
- München in den Räumen der TU München
- Neuss
- Nürnberg
- Stuttgart

Die Unterlagen werden weltweit versandt, so dass ein Studium auch aus dem Ausland betrieben werden kann. Kooperationspartner und Studienzentren zur Unterstützung des Auslandsstudiums befinden sich in:
- Österreich: Zentrum für Fernstudien Österreich in Linz mit Außenstellen in Bregenz, Saalfelden, Villach und Wien
- Schweiz: Service Schweiz in Zürich[13]
- Ungarn: Fernstudienzentrum Budapest

Klausurstandorte für Modulabschlussklausuren sind nicht mit den Studienzentren gleichzusetzen, sondern finden im Regelfall an anderen Universitäten statt.

## Zulassungsvoraussetzungen und Studienformen
Für die Aufnahme eines Studiums an der Fernuniversität gelten folgende Zulassungsvoraussetzungen:
- Die allgemeine Hochschulreife (Abitur/Matura) ermöglicht die Einschreibung in jeden angebotenen Bachelorstudiengang. Als solche wird auch ein bereits erlangter Hochschulabschluss (z. B. Bachelor oder Diplom) anerkannt, wenn dieser eine Regelstudienzeit von mindestens sechs Semestern aufweist.[14]
- Beruflich Qualifizierte mit Meisterbrief oder vergleichbarer Qualifikation (beispielsweise Fachwirte oder Staatlich geprüfte Techniker) können ebenfalls uneingeschränkt jeden Bachelorstudiengang belegen.
- Beruflich Qualifizierte mit abgeschlossener Ausbildung und mindestens dreijähriger fachlicher Berufserfahrung können ein fachlich entsprechendes Bachelorstudium aufnehmen. Die Ausbildung und Berufserfahrung als Industriekaufmann berechtigt so z. B. zur Aufnahme des Bachelorstudiengangs Wirtschaftswissenschaft.
- Beruflich Qualifizierte mit mindestens dreijähriger Praxiserfahrung außerhalb des erlernten Berufes können eine Zulassung zum Bachelorstudium über ein Probestudium oder eine Zugangsprüfung erlangen. Kindererziehungszeiten sowie Zeiten zur Pflege Angehöriger werden hierbei als Praxiserfahrung angerechnet.
- Einschreibungen in Masterstudiengänge sind nur mit zuvor abgeschlossenem fachlich qualifizierendem Hochschulstudium, in der Regel Bachelor, Magister oder Diplom möglich.
- Besonders begabte Schüler können auf Antrag als „Jungstudierende“ zugelassen werden. Hierbei können alle Leistungen im Bachelorstudiengang mit Ausnahme der Bachelorarbeit bereits vor dem Erlangen der Hochschulreife erbracht werden. Die Leistungen werden bei der Weiterführung des Studiengangs nach Erlangen der Hochschulreife vollständig angerechnet.

Die Fachhochschulreife alleine reicht nicht zur Aufnahme eines Bachelorstudiums aus. Ein Numerus clausus als Zulassungsbeschränkung für Bachelor- und Masterstudiengänge besteht nicht.
Die Teilnahme an den Kursen ist in unterschiedlicher Form (dem sogenannten Hörerstatus) möglich:
- Vollzeitstudierende sind nicht oder nur studentisch berufstätig, unterliegen in dieser Tätigkeit nicht der Sozialversicherungspflicht und können sich u. a. studentisch krankenversichern. Vollzeitstudierende sind als einzige Gruppe, unter gewissen Voraussetzungen, BAföG-berechtigt.
- Teilzeitstudierende sind nebenbei berufstätig. Anders als Vollzeitstudierende fallen sie in der Regel nicht unter die studentische Krankenversicherung.
- Akademiestudierende müssen nicht über die formalen Zugangsvoraussetzungen für ein Studium verfügen. Sie können aus dem gesamten Kursangebot frei auswählen und studieren diese außerhalb der Prüfungsordnungen. Das Akademiestudium entspricht dem Status eines Gasthörers an Präsenzuniversitäten und ermöglicht es, sich außerhalb eines regulären Studiums auf wissenschaftlichem Niveau fortzubilden.
- Studiengangszweithörende. Studierende, die neben ihrem Studium an der Ersthochschule einen weiteren (anderen) Studiengang an der FernUniversität in Hagen studieren können. Wegen der Doppelbelastung wird dieses Studium in der Regel wie ein Teilzeitstudium durchgeführt.
- Kooperationsstudierende/r. Studierende, die aufgrund einer Kooperation mit einer anderen Hochschule sowohl dort als auch an der FernUniversität in Hagen eingeschrieben sind. Derzeit sind folgende Doppelabschlussprogramme möglich:
  - B.A. Kulturwissenschaft (in Kooperation mit der Universität Linz) keine Neueinschreibung mehr möglich
  - B.Sc. Wirtschaftswissenschaft (in Kooperation mit den Universitäten Pécs, St. Petersburg und Szeged)
  - B.Sc. Wirtschaftsinformatik (in Kooperation mit der Universität Pécs)
  - M.Sc. Wirtschaftswissenschaft (in Kooperation mit den Universitäten Pécs, St. Petersburg, Szeged)

## Studieninhalte und Leistungsnachweise

Philipp-Reis-Gebäude (Gebäude 5)

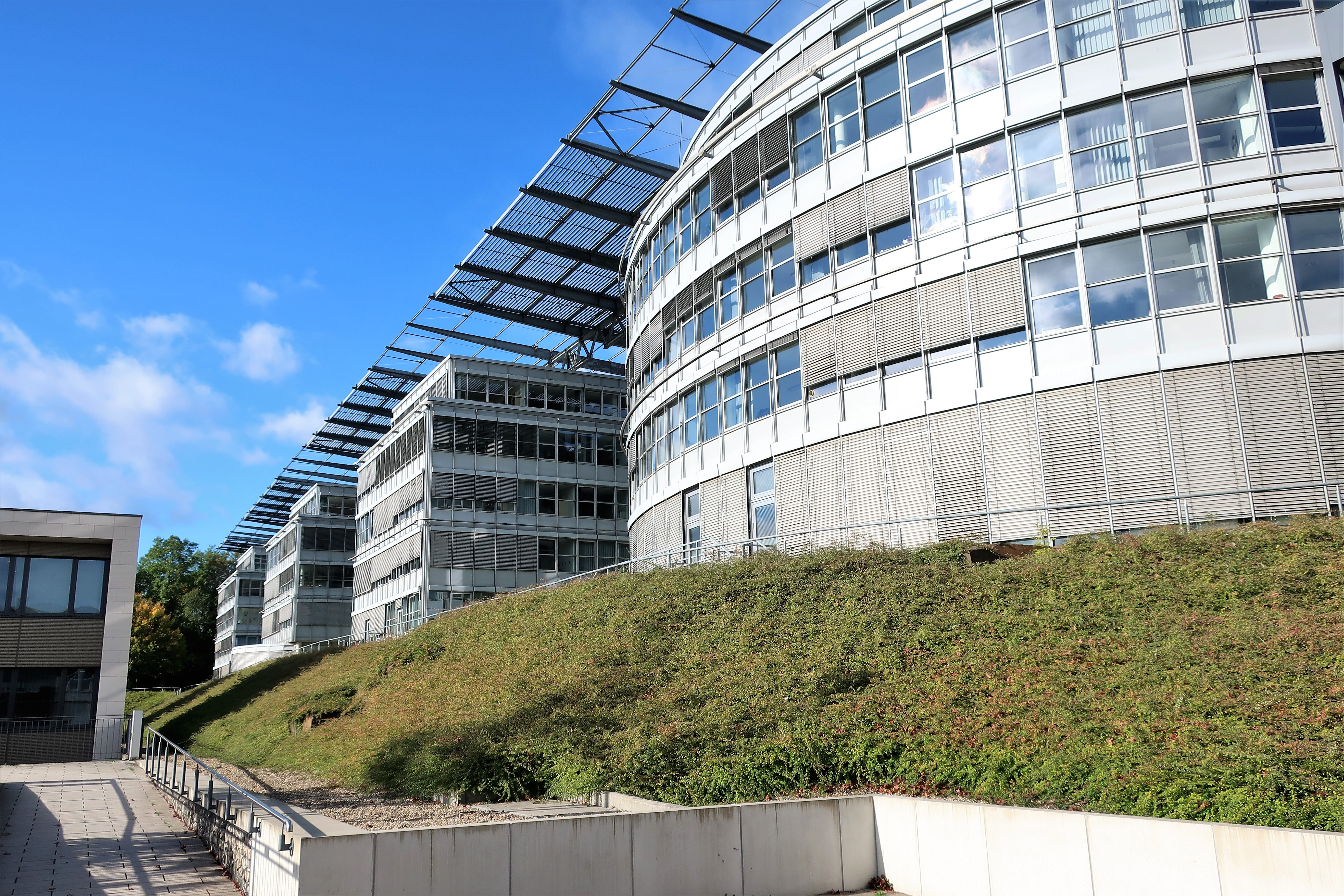
Informatikzentrum (Gebäude 3)

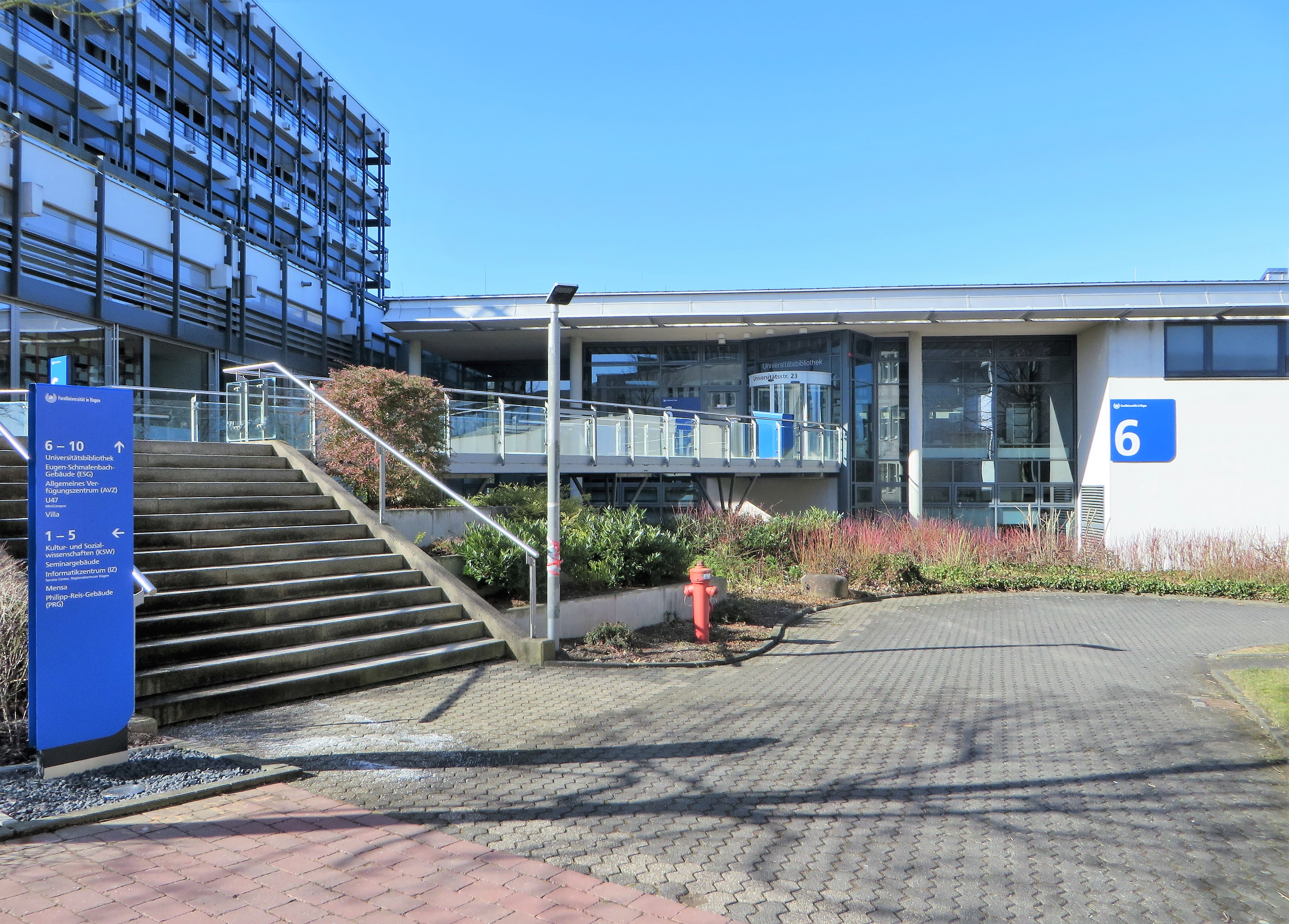
Universitätsbibliothek (Gebäude 6)

Die Vermittlung der Studieninhalte erfolgt durch schriftliche Kurseinheiten, durch Einsendearbeiten, durch Seminare, Exkursionen und Praktika. Prüfungen werden in Form von mündlichen und schriftlichen Leistungen erbracht.
Kurseinheiten (offiziell: Studienbriefe) werden an die eingeschriebenen Studierenden versandt und stehen digital zum Herunterladen zur Verfügung. Der Zustellungsrhythmus ist je nach Fakultät unterschiedlich und liegt zwischen vierzehn Tagen und ein- bis zweimal pro Semester. Je nach Fakultät haben die Kurseinheiten einen Umfang von ca. 30–80 Seiten (Mathematik, Informatik, Elektrotechnik und Informationstechnik, Wirtschaftswissenschaften) bis hin zu über 200 Seiten (Rechtswissenschaft sowie Kultur- und Sozialwissenschaften). Für Rückfragen stehen Mentoren in den Studienzentren und Kursbetreuer in Hagen zur Verfügung.
Je nach Fakultät erhalten die Studierenden mit den Kurseinheiten auch Einsendeaufgaben, die bis zu einem vorgegebenen Termin bearbeitet und zurückgesandt werden müssen. Für die Zulassung zu einer Abschlussklausur muss ein bestimmtes Quorum an Einsendearbeiten bestanden werden. Für einige Kurse stehen internetbasierte Rückgabemöglichkeiten für die zugehörigen Einsendearbeiten zur Verfügung. Teilweise ist das Bearbeiten der Einsendeaufgaben nicht verpflichtend und dient so ausschließlich der individuellen Erfolgskontrolle.
Die Module, in denen mehrere Kurse zusammengefasst sind, werden am Ende des Semesters mit einer Prüfungsleistung, d. h. als Abschlussklausur, Hausarbeit oder mündlicher Prüfung abgeschlossen.
Je nach Studierendenzahl werden schriftliche Prüfungen gleichzeitig an mehreren Orten abgenommen. Die Universität mietet dazu Hörsäle in verschiedenen deutschen Städten und je nach Fakultät auch im Ausland an. Mündliche Prüfungen finden in der Regel vor Ort in Hagen statt. Studierende mit dauerhaftem Wohnsitz im nicht angrenzenden Ausland können schriftliche und per Videokonferenz auch mündliche Prüfungen an Goethe-Instituten, deutschen Auslandsschulen und deutschen Botschaften ablegen. Behinderte Studierende haben unter bestimmten Voraussetzungen die Möglichkeit, Prüfungen in einem nahegelegenen Campusstandort der Fernuniversität oder gar unter Aufsicht zu Hause abzulegen. Inhaftierte Studierende können die Prüfungen direkt in der Justizvollzugsanstalt ablegen. Nach Bekanntgabe der Prüfungsergebnisse ist eine elektronische Klausureinsicht möglich.
Je nach Fakultät müssen von den Studierenden neben den Printkursen im Verlaufe des Studiums auch eine bestimmte Mindestanzahl an Präsenzseminaren absolviert werden. Einige bestehen zunächst aus einer Heimarbeitsphase, in der die Studierenden zu Hause eine Seminararbeit zu verfassen haben. Hinzu kommt eine Präsenzphase, in der Studierende die Ergebnisse ihrer Arbeit in einem Seminarvortrag den Mitstudierenden und Betreuern präsentieren und mit diesen über ihre Resultate diskutieren. Die Präsenzphase dauert in der Regel zwei bis drei Tage. Teilweise sind die Ergebnisse der Heimarbeitsphase in Gruppenvorträgen zusammengefasst vorzustellen. Es gibt auch virtuelle Seminare, bei denen Vortrag und Diskussion im Rahmen von Newsgroups oder anderen Onlinekanälen erfolgt.
An der Fakultät für Mathematik und Informatik bestehen verschiedene Formen von Praktika. Organisierte Praktika an den anderen Fakultäten sind eher unüblich. Industriepraktika werden in Unternehmen abgeleistet. Das Präfix „Industrie“ soll dabei darauf hindeuten, dass dort praktische Arbeit im Gegensatz zur Forschungstätigkeit an einer Universität geleistet wird. Industriepraktika können zum Teil durch Berufserfahrung vor Studienbeginn ersetzt werden.
Heimpraktika werden von den Studierenden zu Hause absolviert. So gibt es im Studiengang Informatik auf Diplom II ein Hardwarepraktikum, für das die Studierenden von der Fernuniversität die notwendigen programmierbaren Mikrocontroller mit Zubehör zur Verfügung gestellt bekommen. Die Form des Praktikums kann auch in der Art erfolgen, dass Studierenden ein kleines Versuchslabor nach Hause geschickt wird. Heimpraktika können auch in Form von virtuellen Praktika abgeleistet werden. Bei Präsenzpraktika werden während eines gewissen Zeitraums in Übungsräumen der Fernuniversität praktische Erfahrungen gesammelt. Praktika können auch online abgewickelt werden. Diese Praktika bieten sich insbesondere für Programmiertätigkeiten bei Informatik-Studiengängen an. Häufig wird dabei optional die Möglichkeit einer Präsenzphase am Ende des Praktikums eingeräumt, sollten die Ziele während der virtuellen Phase nicht erreicht werden.
Vor allem die Fakultät der Kultur- und Sozialwissenschaften bietet neben den Kursen, die Bestandteil der Module der BA- und MA-Programme sind, eine ganze Reihe an weiteren wissenschaftlichen Kursen an, die sich mit speziellen Einzelproblemen der jeweiligen Wissenschaftsdisziplinen beschäftigen und im Rahmen eines Akademiestudiums oder innerhalb eines regulären Studiums zusätzlich belegt werden können. Die meisten dieser Kurse können mit einer Prüfungsleistung abgeschlossen werden und manche der Kurse werden auch modular in Form von Weiterbildungspaketen angeboten.
Im Jahre 2010 schätzte die Fernuniversität ihre Abbrecherquote auf 70 Prozent. Die ab 2002 begonnene Planung zur Einführung von Zweitstudiengebühren in Nordrhein-Westfalen führte darüber hinaus dazu, dass viele der hiervon betroffenen Studierenden ihr Studium vorzeitig abbrachen. Da an der Fernuniversität traditionell viele von Zweitstudiengebühren betroffene Akademiker studieren, lag die hervorgerufene Abbrecherquote auch deutlich über der Quote anderer Universitäten in Nordrhein-Westfalen. Diese Gebühren wurden daraufhin wieder abgeschafft. Im Jahr 2019 bestanden 2892 Studierende eine Abschlussprüfung an der Fernuniversität.

## Partneruniversitäten und -institute
- Universität für Wirtschaft und Finanzen St. Petersburg (Russland)
- Andrássy Universität Budapest (Budapest)
- Universität Pécs (Ungarn)
- Leibniz-Institute for Analytical Sciences (ISAS), Dortmund
- Universität Leiden (Niederlande)
- Universidad Iberoamericana, Ciudad de México (Mexiko)
- Université de Paris XII (Frankreich)
- Otto-von-Guericke-Universität Magdeburg
- Universität Koblenz
- Tilburg University (Niederlande)

## Ranking
Die besondere Stellung der Fernuniversität führt dazu, dass sie in den üblichen Universitäts-Rankings kaum vertreten ist. Das Centrum für Hochschulentwicklung (CHE) bezog im Jahr 2005 die Fächer Soziologie, Betriebswirtschaftslehre und Volkswirtschaftslehre der Fernuniversität in ihr Ranking mit ein. Die Soziologie erreicht dabei, bezogen auf die Zahl der Forschenden, einen Platz in der Spitzengruppe der deutschen Universitäten. Die Betriebswirtschaftslehre liegt mit ihren Drittmitteln und der Zahl der Veröffentlichungen ebenfalls in der Spitzengruppe. Die Volkswirtschaftslehre wurde im Mittelfeld vergleichbarer Studiengänge an deutschen Universitäten eingeordnet.
Im Jahr 2007 bewertete das CHE-Ranking die Studiengänge Erziehungswissenschaft, Geschichte und Soziologie. Alle drei wurden jeweils mehrheitlich in der Mittelgruppe eingeordnet.
Das CHE-Ranking von 2011 untersuchte die Studiengänge Betriebswirtschaftslehre und Erziehungswissenschaft und rankte beide in die jeweilige Mittelgruppe für deutsche Universitäten.

## Gebühren
Bis 2013 erhob die FernUni pro belegter Semesterwochenstunde (SWS) 20 € Gebühren und keine Grundgebühren. Das Gebührenmodell wurde ab 2014 wiederholt geändert, die Erhebung einer Grundgebühr vom Verwaltungsgericht nach drei Semestern aber wieder abgeschafft. Seit 2021 verlangt die FernUni eine Grundgebühr von 50 € und Belegungsgebühren von 9 € pro SWS. Ab dem Sommersemester 2024 wird eine Grundgebühr von 60 € je Semester sowie eine Beleggebühr von 11 € pro belegtem ECTS-Punkt erhoben, die die Kosten für Studienmaterial und Betreuung abdecken sollen. Die Studierendenschaft erhebt regulär einen Semesterbeitrag von 9 €. Damit liegen die Gebühren für ein Bachelor-Studium ungefähr zwischen 2.000 und 2.700 € und für ein Master-Studium ungefähr zwischen 700 und 1.800 €. Die Kosten für ein Staatsprüfungsstudium belaufen sich auf ca. 3.200 € in Vollzeit (in Teilzeit entsprechend mehr). Für bedürftige Studierende gibt es teilweise Gebührenermäßigungen.
Die Fernuni bietet im Studierendenschaftsbeitrag kein Semesterticket.
Am Campus in Hagen betreibt das Studentenwerk der FernUni die Bildungsherberge. Sie bietet vergleichsweise günstige Übernachtungskonditionen, z. B. für den Besuch von Präsenzveranstaltungen.

## Persönlichkeiten
- Liste von Persönlichkeiten der Fernuniversität in Hagen